# بيلار باريرو
بيلار باريرو (من مواليد 24 نوفمبر 1955، لوغو) سياسية إسبانية تنتمي إلى حزب الشعب.
متزوجة وله ولدان وتخرج في القانون. انضمت إلى التحالف الشعبي في عام 1987 وأصبح هذا الحزب هو حزب الشعب الحالي في عام 1989. تم انتخابها لعضوية الجمعية الإقليمية لمورسيان في عام 1991 وعملت لمدة أربع سنوات. في عام 1995 أصبحت أول امرأة تتولى رئاسة بلدية قرطاجنة وبقيت رئيسة البلدية منذ ذلك الحين.
في عام 2008 تم اختيارها لرئاسة قائمة الحزب الشعبي للكونغرس الإسباني لنواب منطقة مورسيا وحصلت القائمة على أعلى حصة تصويت في جميع المقاطعات لأي حزب.
في عام 2017 اتهمت بالاختلاس والفساد والكشف عن معلومات سرية.